# Calendrier international féminin UCI 2016
Le calendrier international féminin UCI 2016 regroupe les compétitions féminines de cyclisme sur route organisées sous le règlement de l'Union cycliste internationale durant la saison 2016.
L'UCI World Tour féminin 2016 est présenté séparément.

## Calendrier des épreuves

### Janvier
| Date  | Course                                               | Classe | Vainqueur           | Équipe                           |
| ----- | ---------------------------------------------------- | ------ | ------------------- | -------------------------------- |
| 9     | Gran Prix San Luis Femenino                          | 1.2    | Małgorzata Jasińska | Alé Cipollini                    |
| 10-15 | Tour féminin de San Luis                             | 2.2    | Katie Hall          | UnitedHealthcare Women's         |
| 15-16 | Tour féminin d'Udon                                  | 2.2    | Jutatip Maneephan   |                                  |
| 16-19 | Santos Women's Tour                                  | 2.2    | Katrin Garfoot      | Orica-AIS                        |
| 17    | Udon Thani's 123rd Anniversary International Cycling | 1.2    | Jutatip Maneephan   |                                  |
| 21    | Championnats d'Asie - contre-la-montre               | CC     | Na Ah-reum          | Équipe nationale de Corée du Sud |
| 23    | Championnats d'Asie - course en ligne                | CC     | Mayuko Hagiwara     | Équipe nationale du Japon        |
| 30    | Cadel Evans Great Ocean Road Race                    | 1.2    | Amanda Spratt       | Orica-AIS                        |

### Février
| Date | Course                                    | Classe | Vainqueur         | Équipe             |
| ---- | ----------------------------------------- | ------ | ----------------- | ------------------ |
| 2-5  | Tour du Qatar                             | 2.1    | Trixi Worrack     | Canyon-SRAM Racing |
| 23   | Championnats d'Afrique - contre-la-montre | CC     | Vera Adrian       | Namibie            |
| 25   | Championnats d'Afrique - course en ligne  | CC     | Vera Adrian       | Namibie            |
| 27   | Circuit Het Nieuwsblad                    | 1.1    | Lizzie Armitstead | Boels Dolmans      |
| 28   | Omloop van het Hageland - Tielt-Winge     | 1.1    | Marta Bastianelli | Alé Cipollini      |

### Mars
| Date | Course                                    | Classe | Vainqueur          | Équipe         |
| ---- | ----------------------------------------- | ------ | ------------------ | -------------- |
| 2    | Le Samyn des Dames                        | 1.2    | Chantal Blaak      | Boels Dolmans  |
| 3    | Massada-Arad                              | 1.2    | Shani Bloch        |                |
| 3    | Championnats d'Océanie - contre-la-montre | CC     | Katrin Garfoot     |                |
| 3    | Arava-Arad                                | 1.2    | Antri Christoforou |                |
| 5    | Championnats d'Océanie - course en ligne  | CC     | Shannon Malseed    |                |
| 13   | Drentse 8                                 | 1.2    | Leah Kirchmann     | Liv-Plantur    |
| 30   | Pajot Hills Classic                       | 1.2    | Marianne Vos       | Rabo Liv Women |

### Avril
| Date  | Course                                                  | Classe | Vainqueur            | Équipe                   |
| ----- | ------------------------------------------------------- | ------ | -------------------- | ------------------------ |
| 2-3   | Vuelta Femenil Internacional                            | 2.2    | Erika Varela         |                          |
| 4     | Grand Prix de Dottignies                                | 1.2    | Giorgia Bronzini     | Wiggle High5             |
| 6-10  | Energiewacht Tour                                       | 2.2    | Ellen van Dijk       | Boels Dolmans            |
| 8-10  | Tour de Thaïlande                                       | 2.2    | Qianyu Yang          |                          |
| 12    | Durango-Durango Emakumeen Saria                         | 1.2    | Megan Guarnier       | Boels Dolmans            |
| 13-17 | Emakumeen Euskal Bira                                   | 2.1    | Emma Johansson       | Wiggle High5             |
| 16    | Omloop van de IJsseldelta                               | 1.2    | Anna van der Breggen | Rabo Liv Women           |
| 17    | Ronde van Gelderland                                    | 1.2    | Katarzyna Niewiadoma | Rabo Liv Women           |
| 21-24 | Joe Martin Stage Race                                   | 2.2    | Coryn Rivera         | UnitedHealthcare Women's |
| 23    | Omloop van Borsele                                      | 1.2    | Barbara Guarischi    | Canyon-SRAM Racing       |
| 24    | Dwars door de Westhoek                                  | 1.1    | Christine Majerus    | Boels Dolmans            |
| 25    | Trofeo Lazzaretti                                       | 1.2    | Marta Bastianelli    | Alé Cipollini            |
| 28-1  | Gracia Orlova                                           | 2.2    | Olena Pavlukhina     | BTC City Ljubljana       |
| 29-1  | Festival luxembourgeois du cyclisme féminin Elsy Jacobs | 2.1    | Katarzyna Niewiadoma | Rabo Liv Women           |
| 30    | Tour du Yorkshire                                       | 1.2    | Kirsten Wild         | Hitec                    |

### Mai
| Date  | Course                                        | Classe | Vainqueur            | Équipe         |
| ----- | --------------------------------------------- | ------ | -------------------- | -------------- |
| 4-8   | Tour of the Gila                              | 2.2    | Mara Abbott          | Wiggle High5   |
| 5-8   | Tour du Costa Rica                            | 2.2    | Arlenis Sierra       |                |
| 7     | 7-Dorpenomloop van Aalburg                    | 1.2    | Marianne Vos         | Rabo Liv Women |
| 8     | Trofee Maarten Wynants                        | 1.2    | Lotte Kopecky        | Lotto Soudal   |
| 11-13 | Tour de l'île de Zhoushan                     | 2.2    | Elena Kuchinskaya    |                |
| 11    | Coupe de la Fédération du Venezuela           | 1.2    | Janildes Fernandes   |                |
| 12    | Clásico FVCiclismo Corre por la VIDA          | 1.2    | Danielys García      |                |
| 13-15 | 4.NEA                                         | 2.2    | Vita Heine           | Hitec Products |
| 14    | Gran Premio de Venezuela                      | 1.2    | Paola Muñoz          |                |
| 15    | Grand Prix du Venezuela                       | 1.2    | Clemilda Fernandes   |                |
| 19    | Championnats panaméricains - contre-la-montre | CC     | Serika Gulumá        |                |
| 21    | Championnats panaméricains - course en ligne  | CC     | Iraida García        |                |
| 22    | SwissEver GP Cham-Hagendorn                   | 1.2    | Lotta Lepistö        | Cervélo Bigla  |
| 27    | La Classique Morbihan                         | 1.1    | Christine Majerus    | Boels Dolmans  |
| 27    | Boels Rental Hills Classic                    | 1.1    | Elizabeth Armitstead | Boels Dolmans  |
| 28    | Grand Prix de Plumelec-Morbihan Dames         | 1.1    | Rachel Neylan        | Orica-AIS      |
| 28    | Horizon Park Women Challenge                  | 1.2    | Tetyana Riabchenko   |                |
| 29    | Gooik-Geraardsbergen-Gooik                    | 1.1    | Gracie Elvin         | Orica-AIS      |
| 29    | VR Women ITT                                  | 1.2    | Valeriya Kononenko   |                |
| 30    | Winston-Salem Cycling Classic                 | 1.2    | Rossella Ratto       | Cylance        |

### Juin
| Date  | Course                                     | Classe | Vainqueur            | Équipe                    |
| ----- | ------------------------------------------ | ------ | -------------------- | ------------------------- |
| 2     | Grand Prix cycliste de Gatineau            | 1.1    | Kimberley Wells      | Colavita Bianchi          |
| 3     | Chrono Gatineau                            | 1.1    | Amber Neben          | Bepink                    |
| 5     | Keukens Van Lommel Ladies Classic          | 1.2    | Marianne Vos         | Rabo Liv Women            |
| 10    | Ljubljana-Domzale-Ljubljana TT             | 1.2    | Ann-Sophie Duyck     | Topsport Vlaanderen-Etixx |
| 11-12 | Auensteiner-Radsporttage                   | 2.2    | Ashleigh Moolman     | Cervélo Bigla             |
| 12    | Diamond Tour                               | 1.1    | Jolien D'Hoore       | Wiggle High5              |
| 15    | O cenu hejtmana Moravskoslezskeho kraje TT | 1.2    | Martina Sablikova    |                           |
| 18-19 | Tour du Trentin-Haut-Adige-Tyrol-du-Sud    | 2.1    | Katarzyna Niewiadoma | Rabo Liv Women            |

### Juillet
| Date  | Course                                     | Classe | Vainqueur             | Équipe             |
| ----- | ------------------------------------------ | ------ | --------------------- | ------------------ |
| 7-10  | Tour de Feminin - O cenu Ceskeho Svycarska | 2.2    | Cecilie Uttrup Ludwig | BMS BIRN           |
| 10    | White Spot-Delta Road Race                 | 1.2    | Joëlle Numainville    | Cervélo Bigla      |
| 13-17 | Tour de Bretagne                           | 2.2    | Arlenis Sierra        |                    |
| 15-17 | BeNe Ladies Tour                           | 2.2    | Jolien D'Hoore        | Wiggle High5       |
| 15-21 | Tour de Thuringe                           | 2.1    | Elena Cecchini        | Canyon-SRAM Racing |
| 19-20 | Tour de Pologne                            | 2.2    | Jolanda Neff          | Servetto Footon    |
| 20-24 | Cascade Cycling Classic                    | 2.2    | Tara Whitten          | The Cyclery-Opus   |

### Août
| Date  | Course                   | Classe | Vainqueur      | Équipe         |
| ----- | ------------------------ | ------ | -------------- | -------------- |
| 6     | Erpe-Mere-Erondegem      | 1.2    | Lucinda Brand  | Rabo Liv Women |
| 7-14  | Route de France          | 2.1    | Amber Neben    | Bepink         |
| 12-14 | Tour de Norvège          | 2.1    | Lucinda Brand  | Rabo Liv Women |
| 21-24 | Trophée d'Or Féminin     | 2.2    | Élise Delzenne | Lotto Soudal   |
| 30-4  | Boels Rental Ladies Tour | 2.1    | Chantal Blaak  | Boels Dolmans  |

### Septembre
| Date | Course                                           | Classe | Vainqueur            | Équipe        |
| ---- | ------------------------------------------------ | ------ | -------------------- | ------------- |
| 1-6  | Tour cycliste féminin international de l'Ardèche | 2.2    | Flávia Oliveira      | équipe mixte  |
| 6-9  | Tour de Belgique féminin                         | 2.1    | Annemiek van Vleuten | Orica-AIS     |
| 9-11 | Tour de Toscane féminin-Mémorial Michela Fanini  | 2.2    | Ashleigh Moolman     | Cervélo Bigla |
| 15   | Championnats d'Europe du contre-la-montre        | CC     | Ellen van Dijk       | Pays-Bas      |
| 17   | Championnats d'Europe sur route                  | CC     | Anna van der Breggen | Pays-Bas      |
| 24   | Tour d'Émilie                                    | 1.1    | Elisa Longo Borghini | Wiggle High5  |
| 25   | Grand Prix Bruno Beghelli                        | 1.1    | Chloe Hosking        | Wiggle High5  |

### Octobre
| Date | Course                                               | Classe | Vainqueur | Équipe |
| ---- | ---------------------------------------------------- | ------ | --- | --- |
| 9    | Championnats du monde - contre-la-montre par équipes | CM     | Boels Dolmans (Chantal Blaak, Karol-Ann Canuel, Lizzie Deignan, Christine Majerus, Evelyn Stevens, Ellen van Dijk) | Boels Dolmans (Chantal Blaak, Karol-Ann Canuel, Lizzie Deignan, Christine Majerus, Evelyn Stevens, Ellen van Dijk) |
| 11   | Championnats du monde - contre-la-montre             | CM     | Amber Neben | États-Unis |
| 15   | Championnats du monde - course en ligne              | CM     | Amalie Dideriksen                                                                                                  | Danemark |
| 23   | Chrono des Nations                                   | 1.1    | Ann-Sophie Duyck                                                                                                   | Topsport Vlaanderen-Etixx                                                                                          |

### Novembre
| Date | Course                                   | Classe | Vainqueur        | Équipe         |
| ---- | ---------------------------------------- | ------ | ---------------- | -------------- |
| 16   | KZN Summer Series, Queen Nandi Challenge | 1.2    | Vita Heine       | Hitec Products |
| 17   | KZN Summer Series, Queen Sibiya Classic  | 1.2    | Vita Heine       | Hitec Products |
| 20   | 94.7 Cycle Challenge                     | 1.1    | Charlotte Becker | Hitec Products |

## Classements finaux
| Classement par points | Classement par points | Classement par points | Classement par points | Classement par points |
| Coureur               | Coureur               | Pays                  | Équipe                | Points                |
| --------------------- | --------------------- | --------------------- | --------------------- | --------------------- |
| 1re                   | Megan Guarnier        | États-Unis            | Boels Dolmans         | 1186 pts              |
| 2e                    | Anna van der Breggen  | Pays-Bas              | Rabo Liv Women        | 1063 pts              |
| 3e                    | Emma Johansson        | Suède                 | Wiggle High5          | 1013 pts              |
| 4e                    | Marianne Vos          | Pays-Bas              | Rabo Liv Women        | 1011 pts              |
| 5e                    | Elisa Longo Borghini  | Italie                | Wiggle High5          | 983 pts               |
| 6e                    | Lizzie Armitstead     | Royaume-Uni           | Boels Dolmans         | 959 pts               |
| 7e                    | Katarzyna Niewiadoma  | Pologne               | Rabo Liv Women        | 930.33 pts            |
| 8e                    | Leah Kirchmann        | Canada                | Liv-Plantur           | 877.75 pts            |
| 9e                    | Chantal Blaak         | Pays-Bas              | Boels Dolmans         | 836 pts               |
| 10e                   | Ellen van Dijk        | Pays-Bas              | Boels Dolmans         | 737 pts               |

| Classement par points | Classement par points | Classement par points | Classement par points | Classement par points |
| Coureur               | Coureur               | Pays                  | Équipe                | Points                |
| --------------------- | --------------------- | --------------------- | --------------------- | --------------------- |
| 1re                   | Megan Guarnier        | États-Unis            | Boels Dolmans         | 1186 pts              |
| 2e                    | Anna van der Breggen  | Pays-Bas              | Rabo Liv Women        | 1063 pts              |
| 3e                    | Emma Johansson        | Suède                 | Wiggle High5          | 1013 pts              |
| 4e                    | Marianne Vos          | Pays-Bas              | Rabo Liv Women        | 1011 pts              |
| 5e                    | Elisa Longo Borghini  | Italie                | Wiggle High5          | 983 pts               |
| 6e                    | Lizzie Armitstead     | Royaume-Uni           | Boels Dolmans         | 959 pts               |
| 7e                    | Katarzyna Niewiadoma  | Pologne               | Rabo Liv Women        | 930.33 pts            |
| 8e                    | Leah Kirchmann        | Canada                | Liv-Plantur           | 877.75 pts            |
| 9e                    | Chantal Blaak         | Pays-Bas              | Boels Dolmans         | 836 pts               |
| 10e                   | Ellen van Dijk        | Pays-Bas              | Boels Dolmans         | 737 pts               |

| Classement par équipes aux points | Classement par équipes aux points | Classement par équipes aux points | Classement par équipes aux points |
| Équipe                            | Équipe                            | Pays                              | Points                            |
| --------------------------------- | --------------------------------- | --------------------------------- | --------------------------------- |
| 1re                               | Boels Dolmans                     | Pays-Bas                          | 3918 pts                          |
| 2e                                | Rabo Liv Women                    | Pays-Bas                          | 3622.83 pts                       |
| 3e                                | Wiggle High5                      | Royaume-Uni                       | 3196 pts                          |
| 4e                                | Cervélo Bigla                     | Allemagne                         | 2054 pts                          |
| 5e                                | Canyon-SRAM Racing                | Allemagne                         | 1993.25 pts                       |
| 6e                                | Orica-AIS                         | Australie                         | 1880.25 pts                       |
| 7e                                | Liv-Plantur                       | Pays-Bas                          | 1472.25 pts                       |
| 8e                                | Alé Cipollini                     | Italie                            | 1238 pts                          |
| 9e                                | Hitec Products                    | Norvège                           | 1191 pts                          |
| 10e                               | BePink                            | Italie                            | 1114.34 pts                       |

| Classement par équipes aux points | Classement par équipes aux points | Classement par équipes aux points | Classement par équipes aux points |
| Équipe                            | Équipe                            | Pays                              | Points                            |
| --------------------------------- | --------------------------------- | --------------------------------- | --------------------------------- |
| 1re                               | Boels Dolmans                     | Pays-Bas                          | 3918 pts                          |
| 2e                                | Rabo Liv Women                    | Pays-Bas                          | 3622.83 pts                       |
| 3e                                | Wiggle High5                      | Royaume-Uni                       | 3196 pts                          |
| 4e                                | Cervélo Bigla                     | Allemagne                         | 2054 pts                          |
| 5e                                | Canyon-SRAM Racing                | Allemagne                         | 1993.25 pts                       |
| 6e                                | Orica-AIS                         | Australie                         | 1880.25 pts                       |
| 7e                                | Liv-Plantur                       | Pays-Bas                          | 1472.25 pts                       |
| 8e                                | Alé Cipollini                     | Italie                            | 1238 pts                          |
| 9e                                | Hitec Products                    | Norvège                           | 1191 pts                          |
| 10e                               | BePink                            | Italie                            | 1114.34 pts                       |

| \| Rang \| Pays \| Points \| \| ---- \| --------------- \| ------- \| \| 1er \| Pays-Bas \| 4323,75 \| \| 2e \| États-Unis \| 2900,5 \| \| 3e \| Italie \| 2652,25 \| \| 4e \| Australie \| 2221 \| \| 5e \| Pologne \| 1866,33 \| \| 6e \| Canada \| 1846,75 \| \| 7e \| Grande-Bretagne \| 1442 \| \| 8e \| Suède \| 1406,75 \| \| 9e \| Allemagne \| 1346,75 \| \| 10e \| France \| 1111,67 \| |                 |         |
| Rang | Pays            | Points  |
| 1er | Pays-Bas        | 4323,75 |
| 2e | États-Unis      | 2900,5  |
| 3e | Italie          | 2652,25 |
| 4e | Australie       | 2221    |
| 5e | Pologne         | 1866,33 |
| 6e | Canada          | 1846,75 |
| 7e | Grande-Bretagne | 1442    |
| 8e | Suède           | 1406,75 |
| 9e | Allemagne       | 1346,75 |
| 10e | France          | 1111,67 |

- Classement individuel
- Classement par équipes
- Classement par pays